# بخش مرکزی شهرستان درگز
بخش مرکزی شهرستان درگز یکی از بخش‌های شهرستان درگز در استان خراسان رضوی ایران است.

## تقسیمات کشوری
بخش مرکزی شهرستان درگز به مرکزیت درگز در سال ۱۳۱۶ تأسیس شده‌است و در حال حاضر دارای یک دهستان و یک شهر می‌باشد:
- دهستان تکاب
- شهرها: درگز

## جمعیت
بنابر سرشماری مرکز آمار ایران، جمعیت بخش مرکزی شهرستان درگز در سال ۱۳۸۵ برابر با ۴۱٬۴۱۴ نفر بوده است. جمعیت این بخش در سال ۱۳۹۰ به ۴۲٬۵۸۷ نفر افزایش یافته‌است.